# کلثوم اکبری
کلثوم اکبری (زادهٔ ۱۳۴۶) قاتل زنجیره‌ای اهل ساری است. او پس از آن‌که در شهریور ۱۴۰۲ به ظن دست داشتن در مرگ همسر ۸۲ ساله‌اش بازداشت شد، به قتل ۱۰ نفر دیگر طی ۲۰ سال اعتراف کرد. دستگیری و شناسایی متهم توسط محمد مظهری، بازپرس ویژهٔ قتل دادسرای محمودآباد، اتفاق افتاد. ویدیویِ او در زمانِ بازداشت که خود را رو به دوربین اینگونه معرفی می‌کرد: «کلثوم اکبری هستمه ساکن ساری» در فضای مجازی فراگیر شد.
هر چند بررسی‌ها نشان می‌دهند که کلثوم در این سال‌ها ۱۸ شوهر صیغه‌ای و ۱۹ عقد رسمی داشته که همگی جانشان را از دست داده‌اند و احتمال می‌رود آمار قربانیان او بیش از ۱۱ نفر باشد. در مجموع احتمال داده‌اند که وی بیش از ۲۰ مرد را به قتل رسانده است. او پس از مهین قدیری دومین قاتل زنجیره‌ای زن ایرانی به‌شمار می‌آید.

## شگرد
کلثوم با حضور در گعده‌های زنانه از زندگی‌اش و اینکه تمایل دارد به ازدواج موقت مردی سالخورده که تنها زندگی می‌کند در بیاید، حرف می‌زد. او به این ترتیب با افرادی که برای پدر سالخورده و تنهایشان به‌دنبال همدم می‌گشتند آشنا می‌شد. کلثوم پس از اطمینان از این‌که سوژهٔ موردنظرش ثروت زیادی دارد به شرط دریافت مهریه در قالب پول نقد یا مِلک به عقد او درمی‌آمد و در کمتر از ۳ ماه با شگردهایی از قبیل خوراندن دارو و خفه کردن شخص را به قتل می‌رساند. او قرص قند یا فشار خون را در نوشیدنی‌های مختلف حل می‌کرد و به قربانی می‌داد. در مرتبه‌های اول و زمانی که حال قربانی بد می‌شد کلثوم او را به بیمارستان می‌رساند و ظاهراً نجاتش می‌داد. اما در مرحله‌های بعد با بالا بردن دوز دارو آن‌ها را بی‌حال می‌کرد و می‌کشت و چون سابقهٔ قبلی داشتند کسی به نحوهٔ مرگشان مشکوک نمی‌شد. در یکی از اولین قتل‌ها، کلثوم قربانی را با الکل صنعتی مسموم و سپس با بالش خفه کرده است.
کلثوم قتل‌هایش را در شهرهای ساری، نکا، محمودآباد، بابل و قائم‌شهر مرتکب شده است. او قربانیانش را از شهرهای مختلف انتخاب می‌کرد تا ردی از خود باقی نگذارد.

## قربانیان
- میراحمد (میرکمال) عمرانی مرد ۶۹ ساله‌ای بود که در ۱۲ تیر ۱۳۹۲ کلثوم را به عقد دائم خود درآورد و یک ماه بعد درگذشت. عمرانی ۴۰ سکه مهر کلثوم کرده‌بود اما ورثه‌اش که به کلثوم مشکوک شده بودند از پرداخت مهریه سر باز زدند. به گفتهٔ فرزند عمرانی «کلثوم فقط توانست -با کارت بانکی عمرانی که نزد او بود- حقوق عمرانی را برای خودش بردارد به‌علاوهٔ این‌که تمام لوازم خانه را، حتی چیزهایی که برای خودش هم نبود، به کمک دختر و دامادش بردند».[۷]
- اسماعیل بخشی مرد ۶۲ ساله‌ای بود که در سال ۱۳۹۵ با کلثوم عقد دائم کرد و پس از حدود ۲ ماه درگذشت. کلثوم از ورثهٔ بخشی درخواست کرد به‌جای مهریهٔ ۱۲ سکه‌ای‌اش، سه میلیون تومان پول به‌علاوهٔ یک یخچال و یک دستگاه ماشین لباسشویی به او بدهند.[۸]
- گنجعلی حمزه‌ای مرد ۸۳ ساله‌ای بود که در مهر ۱۴۰۱ با کلثوم ازدواج موقت کرد و پس از ۴۳ روز درگذشت. به گفتهٔ فرزند حمزه‌ای، خانوادهٔ مقتول معادل مهریهٔ ۲۰ سکه‌ای کلثوم به او النگو، لباس، وسیله و پول نقد داده‌اند.[۹]
- غلامرضا بابایی مرد ۸۲ ساله‌ای بود که در تیر ۱۴۰۲ کلثوم را به عقد موقت خود درآورد. پس از مرگ غلامرضا در مرداد ۱۴۰۲ کلثوم اصرار داشت مهریهٔ ۵۰۰ میلیونی‌اش را بگیرد اما خانوادهٔ بابایی که به کلثوم شک کرده بودند، وجهی پرداخت نکردند و از او شکایت کردند.[۱۰][۱۱]

### اقدام ناموفق به قتل
در سال ۱۳۹۹ کلثوم در بابُل به عقد موقت مردی ۸۲ ساله به‌نام مسیح نعمتی درآمد. کلثوم پس از پنج، شش ماه زندگی شبی در شربت مسیح دارو ریخت تا او را به قتل برساند اما داروها بر مسیح اثر نکرد و چون در لحظهٔ ارتکاب جنایت هوشیار بود، کلثوم فرار کرد. مهریهٔ کلثوم در آن ازدواج ۷۰ میلیون تومان بود و خانوادهٔ نعمتی چون نمی‌خواستند چنین مبلغی پرداخت کنند علیه او اقدام قانونی نکردند.

## دستگیری
آخرین قربانی کلثوم، غلامرضا بابایی ۸۲ ساله بود که با مهریهٔ ۵۰۰ میلیون تومانی او را صیغه کرده بود. بابایی پس از مدت کوتاهی به کلثوم مظنون شد. او چند روز پیش از مرگش به فرزندانش گفته بود که کلثوم به‌زور به او قرص قلب و فشار خون می‌دهد و هر بار که نوشیدنی‌های کلثوم را می‌خورد از حال می‌رود. او چند روز بعد از گفتن این جمله‌ها جانش را از دست داد و فرزندانش که به مرگش مشکوک شده بودند از کلثوم به اتهام قتل شکایت کردند. او پس از بازداشت اعتراف کرد با حل کردن تعداد زیادی قرص فشار خون در ظرف آب، طی چند مرحله همسرش را بی‌حال و در نهایت با حوله خفه‌اش کرده است.